# Turó de Can Guix
El Turó de Can Guix és una muntanya de 396 metres que es troba al municipi de Torrelles de Foix, a la comarca de l'Alt Penedès.